# Pentacon K16

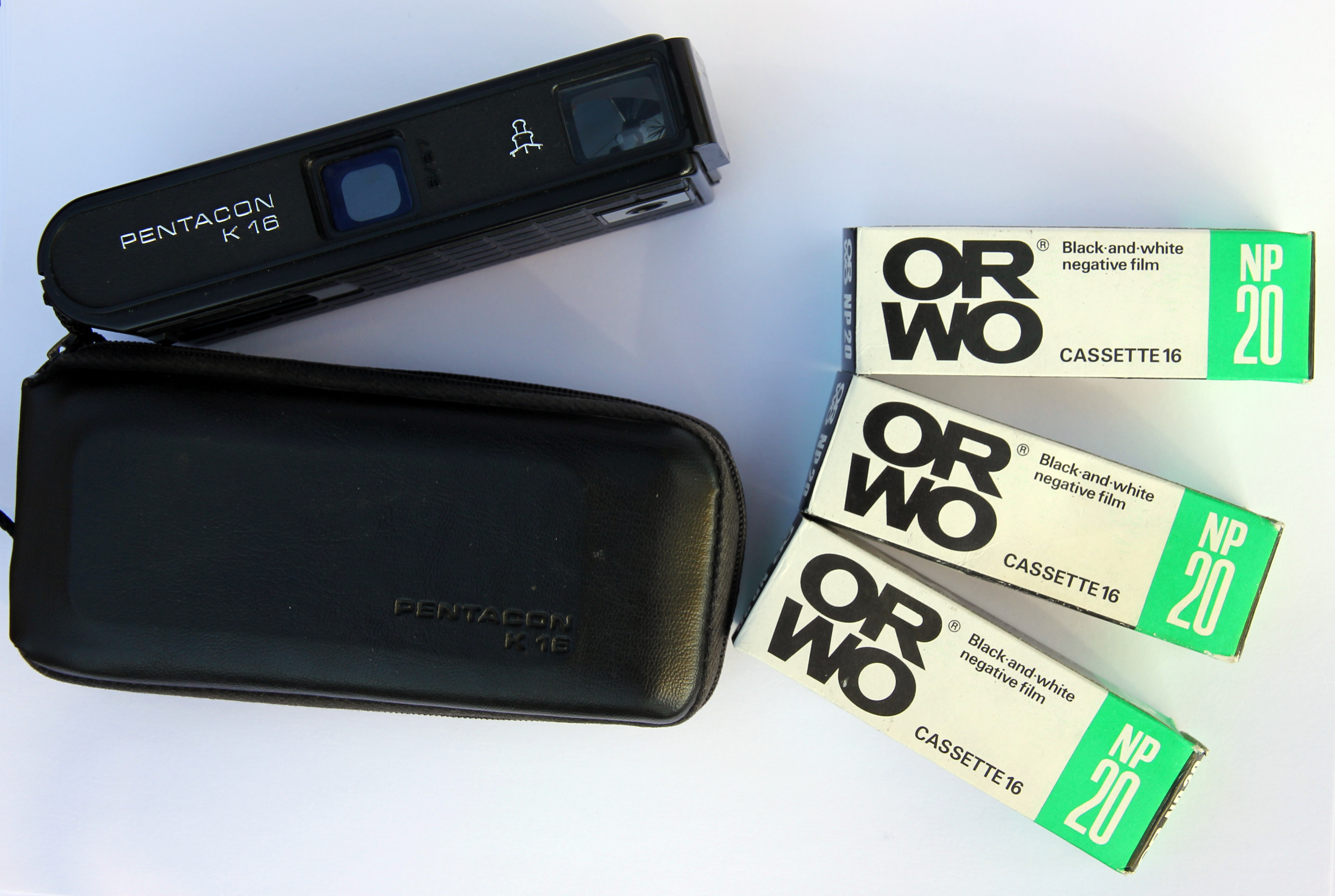
Pentacon K16 Kamera mit Tasche und ORWO NP20 K16 Film

Die Pentacon K16 ist eine Kamera des VEB Pentacon Dresden, welche als Reaktion auf die Pocketkameras westlicher Bauart entwickelt wurde. Es wurde ein ebenfalls auf 16 mm Kinofilm basierendes System, das mit Filmkassetten arbeitet, entwickelt. Zum Pocketfilm (Typ 110) war dieses System inkompatibel. Hierdurch sollten Probleme mit bestehenden Patenten vermieden werden.

## Vorgeschichte
Mit der 1972 von Kodak eingeführten 110-Pocketfilm-Kassette entstand auch in der DDR und dem Ostblock die Nachfrage nach einer einfach zu bedienenden und kompakten Kamera. Die Filme sollten vom VEB Filmfabrik Wolfen hergestellt werden. Auf Grund der vorhandenen Produktionsanlagen für 16-mm-Kinofilm entschied man sich, ebenfalls auf ein Format von 13 mm × 17 mm zu setzen.

## Die Kamera
Die Pentacon K16 kam im vergleichbaren Design wie die Kameras für 110 Film daher, als länglicher, flacher Quader.
Man entschied sich für ein Metallgehäuse mit Ummantelung aus Kunstleder. Das Objektiv wurde von Pentacon hergestellt und verfügt über eine feste Blende 8 und über eine Festbrennweite von 27 mm. Die Kamera besitzt ein Gewinde zum Anschluss an ein Stativ. An der Schmalseite ist neben dem Durchsichtssucher ein Blitzschuh mit Mittenkontakt angebracht. Statt eines Sichtfensters, durch das die Anzahl der belichteten Bilder abgelesen werden kann, verfügt die Kamera über ein selbstrückstellendes Bildzählwerk. Dadurch war kein Schutzpapier auf der dem Objektiv abgewandten Seite notwendig. Die Kamera hat die Abmessungen 138  ×  57  ×  29 mm³ und wiegt 240 g. Als Belichtungszeiten stehen 1/30 s („bedeckt“), 1/60 s („verschleiert“), 1/125 s („sonnig“) und 1/250 s („sehr sonnig“) und B (Bulb) zur Verfügung und müssen manuell eingestellt werden.
Der Neupreis in der DDR lag 1987 bei 295,00 M, in der Bundesrepublik wurde die Kamera von 1980 bis 1985 für 155,00 DM und 1986 für 135,00 DM angeboten.
Es wurden von 1978 bis 1987 ca. 285.000 Exemplare hergestellt.
Mit der K16 ist die Gefahr verwackelte Bilder zu erzeugen aufgrund ihres höheren Gewichts im Vergleich zu den einfachen und überwiegend aus Kunststoff gefertigten Kameras für 110 Film etwas vermindert. Davon abgesehen ließen sich aber problemlos qualitativ gute Ergebnisse erzielen.

## Filme

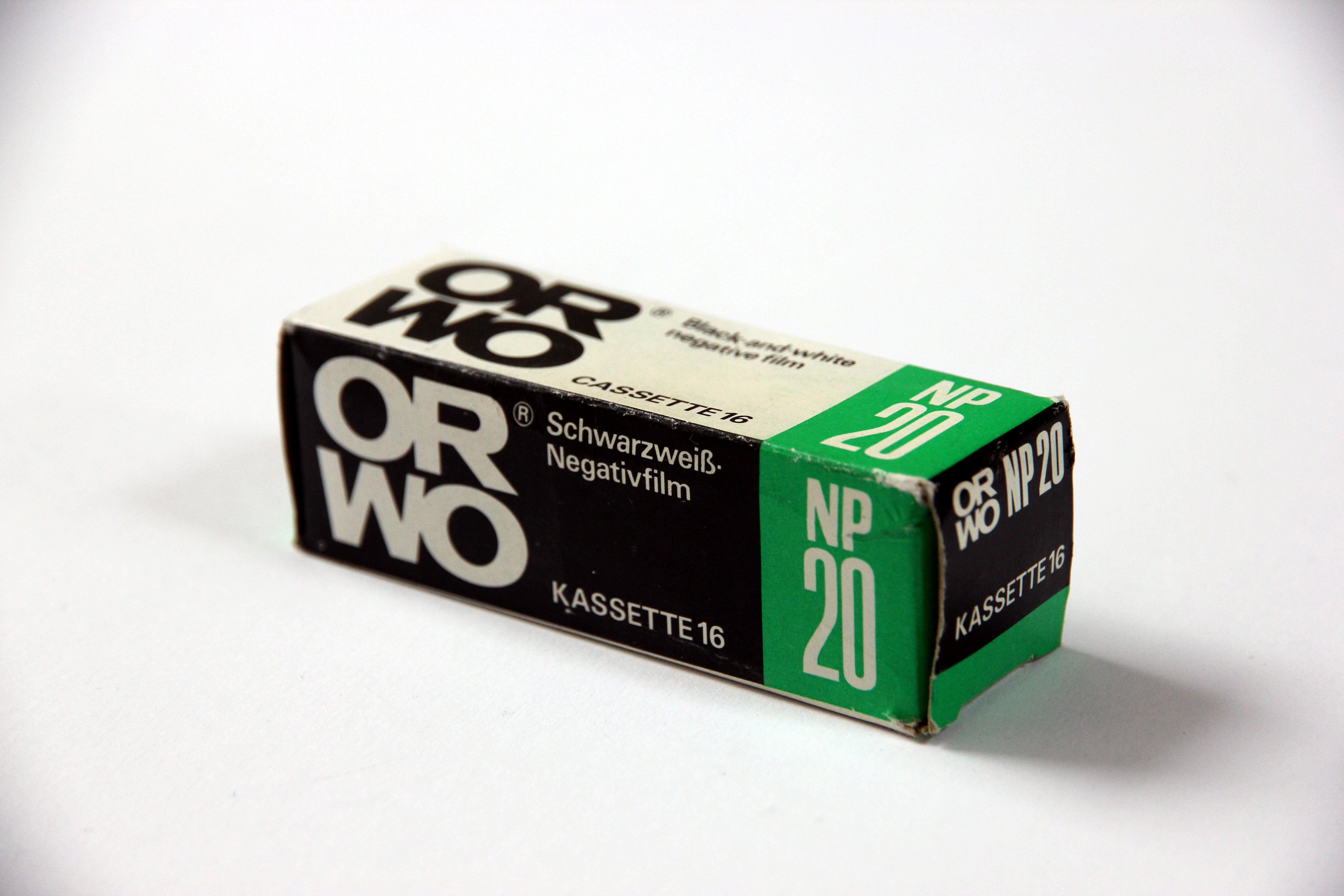
ORWO NP20 K16 Film (Verpackung)

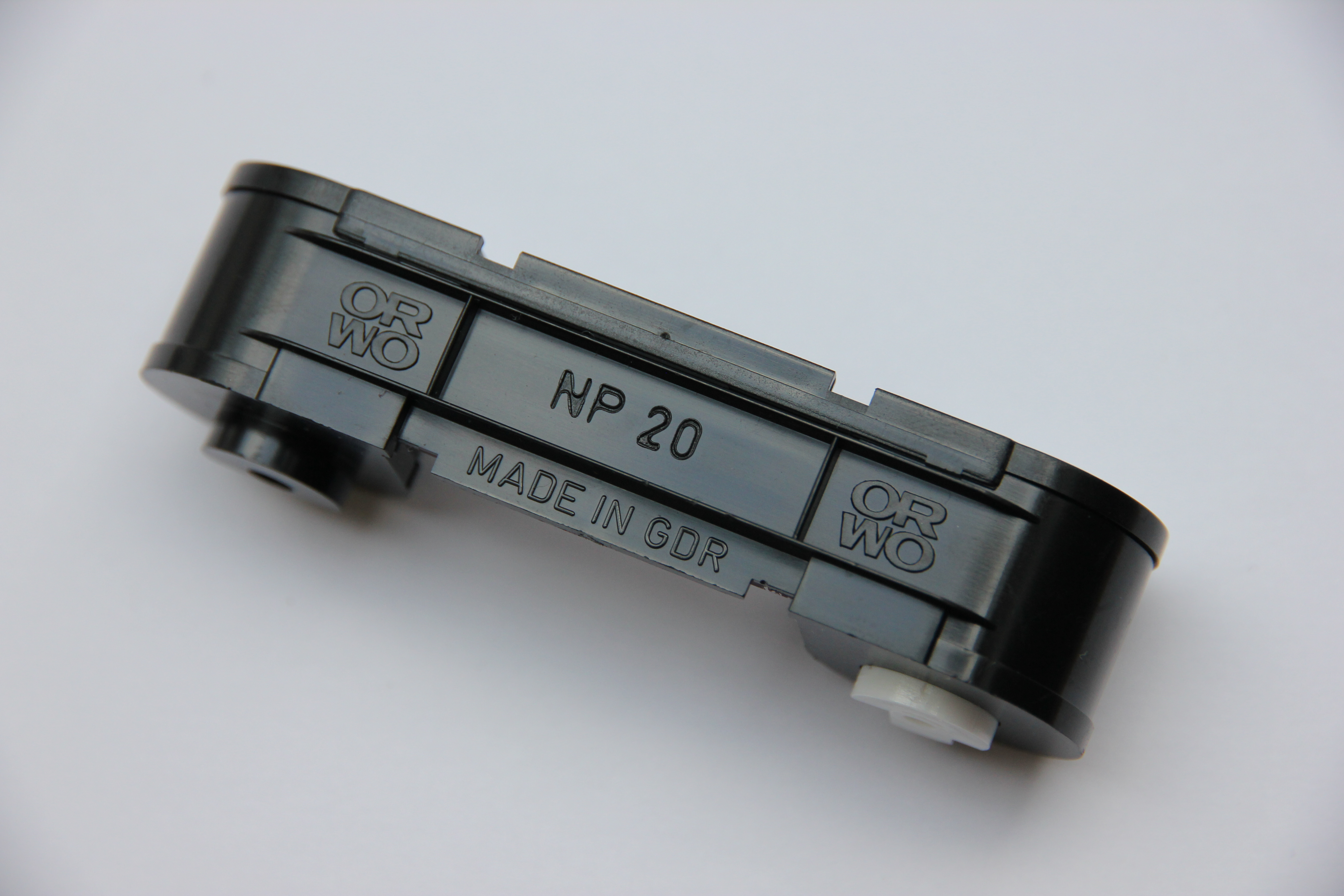
ORWO NP20 K16 Filmkassette

Für die K16 wurden spezielle Filmkassetten und Filme hergestellt. Besonderer Unterschied zum 110 Film ist die zusätzliche Mittenperforation. Die Filmkassetten haben die Außenmaße 82,75 mm, Höhe: 22,55 mm, Tiefe: 26,50 mm. Die Filme wurden ausschließlich vom VEB Filmfabrik Wolfen hergestellt. Das Sortiment umfasste den ORWO NP 20 (schwarz/weiß), ORWO NC19, ORWO NC20 und den ORWO NC21.

## Marktbedeutung
Mit der Einstellung der Produktion 1987 verlor die Kamera bereits vor der deutschen Wiedervereinigung zunehmend an Bedeutung. Mit der Auflösung des VEB Filmfabrik Wolfen zu Beginn der 1990er Jahre gehörten die für die K16 hergestellten Spezialfilme zu den ersten Produkten, deren Herstellung eingestellt wurden. Auf Grund der speziellen Filmkassetten und der zusätzlichen Mittenperforation des Filmmaterials kam es bislang zu keiner erneuten Produktionsaufnahme. Die Kameras sind heute bei Sammlern beliebt, die Filme sind sehr selten.